# Cerdic

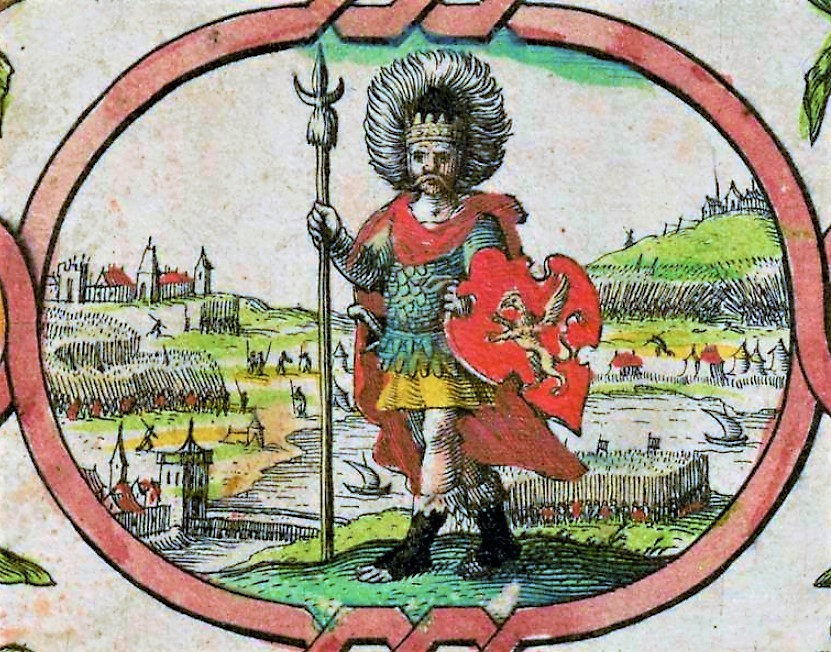
Cerdic zoals voorgesteld door John Speed in 1611

Cerdic (overleden 534 of 554) is volgens de traditie de eerste koning van het latere koningshuis van de West-Saksen (Wessex).
Opvallend is dat, hoewel Cerdic naar beweerd een Saksisch koninkrijk stichtte, en als afstammeling van Wodan geldt, de naam waarschijnlijk van Brits-Keltische oorsprong is. Wellicht was hij van gemengd Keltisch-Saksische afstamming, of zelfs een Kelt die een Saksisch leger leidde.
Cerdic zou in 495 in Zuid-Engeland zijn geland, en delen van het gebied en (in 530) het eiland Wight op de Britten hebben veroverd. De echte opkomst van Wessex als de dominante macht in de regio kwam echter waarschijnlijk pas met Ceawlin (ca. 560), volgens de traditionele genealogie Cerdics achterkleinzoon.
Er zijn meer punten van twijfel in het verhaal van Cerdic. Zo lag de aanvankelijke machtsbasis van Ceawlin en zijn opvolgers niet in het gebied waar Cerdic zijn rijk zou hebben gesticht, maar in het dal van de Theems (Thames), rond Dorchester-on-Thames. Pas later, toen het noordelijke deel van het rijk aan Mercia verloren dreigde te gaan, verplaatste het zwaartepunt zich naar het zuiden (Winchester). Ook waren de eerste Angelsaksen die zich op Wight en het tegenoverliggende vasteland vestigen geen Saksen, maar Juten. Dit laatste wordt wel verklaard door te stellen dat Cerdic verder westelijk landde, er wordt wel een landingsplaats genoemd, maar die is nooit geïdentificeerd. Er zijn inderdaad archeologische aanwijzingen voor een dergelijke dubbele landing.
Cerdic · Cynric · Ceawlin · Ceol · Ceolwulf · Cynegils · Cwichelm · Cenwalh · Penda van Mercia/Cenberht (?) · Cenwalh · Seaxburg · Æscwine · Centwine · Cædwalla · Ine · Æthelheard · Cuthred · Sigeberht · Cynewulf · Beorhtric · Egbert · Æthelwulf · Æthelbald · Æthelberht · Æthelred · Alfred de Grote · Eduard de Oudere · Æthelstan